# Hemignathus
Hemignathus és un dels gèneres d'ocells hawaians de la família dels fringíl·lids (Fringillidae). Característics pels seus fins, llargs i corbats becs.

## Classificació
Dins aquest gènere s'han inclòs tradicionalment una sèrie d'espècies que actualment són ubicades a gèneres com Chlorodrepanis, Viridonia, Magumma i Akialoa.
Segons la classificació del Congrés Ornitològic Internacional (versió 11.1, 2021), aquest gènere està format únicament per 4 espècies:
- Hemignathus lucidus - nukupuu d'Oahu.
- Hemignathus hanapepe - nukupuu de Kauai.
- Hemignathus affinis - nukupuu de Maui.
- Hemignathus wilsoni - akiapolaau.